# Crucescharellina japonica
Crucescharellina japonica är en mossdjursart som beskrevs av Silén 1947. Crucescharellina japonica ingår i släktet Crucescharellina och familjen Biporidae. Inga underarter finns listade i Catalogue of Life.